# Патрик, Ли
Ли Патрик (англ. Lee Patrick), имя при рождении Ли Сэйломи Патрик (англ. Lee Salome Patrick; 22 ноября 1901 — 25 ноября 1982) — американская актриса театра, кино и телевидения 1920—1970-х годов.
За время своей карьеры Патрик сыграла роли второго плана в таких признанных фильмах, как «Мальтийский сокол» (1941), «Вперёд, путешественник» (1942), «В этом наша жизнь» (1942), «Милдред Пирс» (1945), «Змеиная яма» (1948), «В клетке» (1950), «Головокружение» (1958), «Тётушка Мэйм» (1958), «Телефон пополам» (1959) и «7 лиц доктора Лао» (1964). На телевидении Патрик играла постоянные роли в сериалах «Леди-босс» (1952), «Топпер» (1953—1955) и «Мистер Адам и Ева» (1957).
Более всего актрису помнят по роли секретарши частного детектива Сэма Спейда в фильме нуар «Мальтийский сокол» и по роли жены банкира в ситкоме «Топпер».

## Ранние годы и начало карьеры
Ли Патрик родилась 22 ноября 1901 года в Нью-Йорке в семье редактора отраслевой газеты, который первым пробудил у неё интерес к театру. В 13 лет она начала свою театральную карьеру, а в 21 год впервые сыграла на бродвейской сцене.

## Театральная карьера
С 1922 по 1939 год Патрик выступала на бродвейской сцене, появившись за это время в 25 спектаклях. Помимо краткосрочных спектаклей у неё были значимые роли в спектаклях «Зелёный жук» (1924), «Невесты холостяка» (1925), «Поцелуй в такси» (1925), «Моё дитя» (1927), где она впервые сыграла с Хамфри Богартом, «Супружеское ложе» (1927), «Июньская луна» (1929—1930 и 1933), в котором она сыграла рекордные для себя более 300 раз, «Маленькие женщины» (1931), «Благословенное событие» (1932), «Стук по дереву» (1935), «Дверь на сцену» (1936—1937) и «Майкл заскочил» (1938—1939).

## Карьера в кинематографе
Кинокарьера Патрик началась с появлением звукового кино. В 1929 году Патрик дебютировала как киноактриса в нью-йоркском детективном фильме студии Pathé Exchange «Странный груз» (1929), сыграв в нём главную роль.
Однако прошло ещё семь лет, прежде чем Патрик окончательно обосновалась в Голливуде. В 1937 году она подписала контракт со студией RKO Pictures, чтобы повторить на экране свою бродвейскую роль в экранизации пьесы «Дверь на сцену» (1937). Однако в итоге её роль была переписана для двух других актрис — Кэтрин Хепберн и Джинджер Роджерс. В 1937 году Патрик всё-таки сыграла в кино, снявшись в вестерне RKO «Приграничное кафе» (1937) с Гарри Кэри в главной роли. В том же году она появилась в музыкальной комедии с Нино Мартини и Джоан Фонтейн «Музыка для мадам» (1937) и в экшне «Опасный патруль» (1937).
В 1938 году Патрик стала постоянной актрисой студии Warner Bros., где в течение года сыграла в шести фильмах, включая мелодраму с Эрролом Флинном и Бетт Дэйвис «Сёстры» (1938), романтическую комедию с Джоан Фонтейн «Выходной день служанки» (1938), криминальную драму с Честером Моррисом «Закон преступного мира» (1938), криминальный экшн «Осуждённые женщины» (1938) с Салли Эйлерс и криминальную комедию «Крах Голливуда» (1938). Год спустя Патрик сыграла в криминальной мелодраме с Джорджем Рафтом и Хамфри Богартом «Невидимые полосы» (1939) и в музыкальной приключенческой мелодраме с Бобби Брином «Рыбацкая пристань» (1939). В 1940 году у Патрик было шесть фильмов, среди которых спортивно-музыкальная мелодрама с Джеймсом Кэгни и Энн Шеридан «Завоевать город» (1940), мелодрама с Джоном Гарфилдом и Энн Ширли «Субботние дети» (1940), детективная история с Джорджем Брентом «К Югу от Суэца» (1940) и криминальная мелодрама «Деньги и женщины» (1940).
Одним из наиболее успешных в карьере Патрик стал 1941 год, когда она сыграла в восьми фильмах, среди которых криминальная комедия с Уэйном Моррисом и Брендой Маршалл «Улыбающийся призрак» (1941), комедийный детектив с Эрролом Флинном и Брендой Маршалл «Шаги в темноте» (1941), романтическая комедия с Присциллой Лейн и Рональдом Рейганом «Малышка на миллион долларов» (1941) и драма с Джоном Гарфилдом «Опасно они живут» (1941). Наиболее важным фильмом Патрик, возможно, во всей её карьере стал классический фильм нуар «Мальтийский сокол» (1941), где она сыграла Эффи Перрин, ироничную и преданную секретаршу частного детектива Сэма Спейда в исполнении Хамфри Богарта. Она также сыграла редкую для себя главную роль, представ в образе медсестры, которая раскрывает убийство, в детективном фильме «Секрет медсестры» (1942). В 1942 году Патрик появилась в таких значимых фильмах, как мелодрамы с Бетт Дэйвис «Вперёд, путешественник» (1942) и «В этом наша жизнь» (1942), а также комедия с Лореттой Янг «Незабываемая ночь» (1942), комедия с Джеком Бенни «Джордж Вашингтон спал здесь» (1942) и военная мелодрама с Кларком Гейблом и Ланой Тёрнер «Где-нибудь я найду тебя» (1942). В 1943 году из трёх её фильмов самым значимым стала музыкальная комедия с Лорелом и Харди «Жучки» (1943).

Год спустя помимо криминального экшна с Честером Моррисом «Выбор игрока» (1944) Патрик сыграла роль второго плана в популярной романтической мелодраме Metro-Goldwyn-Mayer «Мисс Паркингтон» (1944) с участием Грир Гарсон и Уолтера Пиджона. Наиболее значимой картиной Патрик в 1945 году стал фильм нуар с Джоан Кроуфорд «Милдред Пирс» (1945), где Патрик сыграла роль любовницы мужа главной героини. Менее значимыми фильмами актрисы стали мелодрама военного времени «Держи порох сухим» (1945) с Ланой Тёрнер и комедия с Айрин Данн «Более 21» (1945). В 1946 году Патрик сыграла в трёх второстепенных фильмах категории В, среди которых криминальная мелодрама «Стены обрушились» (1946) с Ли Боуманом и Маргарит Чапман и криминальный экшн с Полом Келли «Странное путешествие» (1946), а год спустя Патрик сыграла свою единственную роль в мюзикле с Бетти Грейбл «Мама была в трико» (1947). 

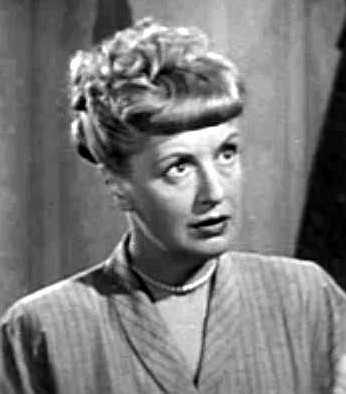
Ли Патрик в фильме «Тайники души» (1948)

В 1948 году Патрик сыграла пациентку психиатрической клиники в психиатрической драме с Оливией де Хэвилланд «Змеиная яма» (1948), а также в малобюджетном фильме нуар «Тайники души» (1948), после чего последовала роль в вестерне компании Columbia Pictures «Дулинсы из Оклахомы» (1949) с такими актёрами, как Рэндольф Скотт и Джордж Макреди.
Патрик сыграла в трёх сильных картинах в 1950 году. В тюремном фильме нуар «В клетке» (1950) с Элинор Паркер в главной роли Патрик сыграла авторитетную уголовницу, которая фактически подчиняет себе всех заключённых тюрьмы. У Патрик были также заметные роли второго плана в приключенческой комедии с Люсиль Болл «Девушка с «Фуллер браш»» (1950) и в фильме нуар о тяжёлой участи рабочих-иммигрантов в Калифорнии «Разделительная линия» (1950), где она сыграла журналистку из большого города, которая в погоне за сенсацией тенденциозно излагает в своей газете расовые волнения в маленьком городке. Год спустя у неё была небольшая роль в фильме нуар «Завтра будет новый день» (1950) со Стивом Кокраном и Рут Роман в роли пары в бегах. Следующий раз Патрик появилась на экране в романтической комедии со Стерлингом Хейденом и Энн Шеридан «Отвези меня в город» (1953) и мюзикле с Этель Мерман и Мерилин Монро «Нет лучше бизнеса, чем шоу-бизнес» (1954).
До конца 1950-х годов Патрик сыграла в трёх значимых фильмах. В психологическом триллере Альфреда Хичкока «Головокружение» (1958) с Джеймсом Стюартом и Ким Новак Патрик сыграла автовладелицу, которую герой картины (Стюарт) ошибочно принимает за главную героиню (Новак). Другими заметными фильмами стали комедии «Тётушка Мэйм» (1958) с Розалинд Расселл и «Телефон пополам» (1959) с Роком Хадсоном и Дорис Дэй.
В 1960—1964 годах Патрик сыграла в восьми фильмах. После фантастической комедии с Джерри Льюисом «Визит на маленькую планету» (1960) Патрик появилась в романтических мелодрамах «Лето и дым» (1961) с участием Лоуренса Харви и Джеральдин Пейдж, «Любите ли вы Брамса?» (1961) с Ивом Монтаном и Ингрид Бергман, а также «Девушка по имени Тамико» (1962), снова с Лоуренсом Харви. Она также сыграла весёлые и пылкие роли высокомерных аристократок и любителей посплетничать в романтической комедии «Жёны и любовники» (1963) с Джанет Ли и Ваном Джоносоном и в фэнтези-вестерне «7 лиц доктора Лао» (1964) с Тони Рэндаллом в заглавной роли, а также в медицинской мелодраме «Новые интерны» (1964).
В 1964 году Патрик завершила актёрскую карьеру, чтобы путешествовать и рисовать, но одиннадцать лет спустя её уговорили вернуться ещё раз, чтобы возродить её роль Эффи в пародии на «Мальтийского сокола» под названием «Черная птица» (1975) с Джорджем Сигалом в роли детектива Сэма Спейда-младшего. Единственным из первоначального актёрского состава помимо неё, кто сыграл в этом фильме, был Элиша Кук-младший.

## Карьера на телевидении

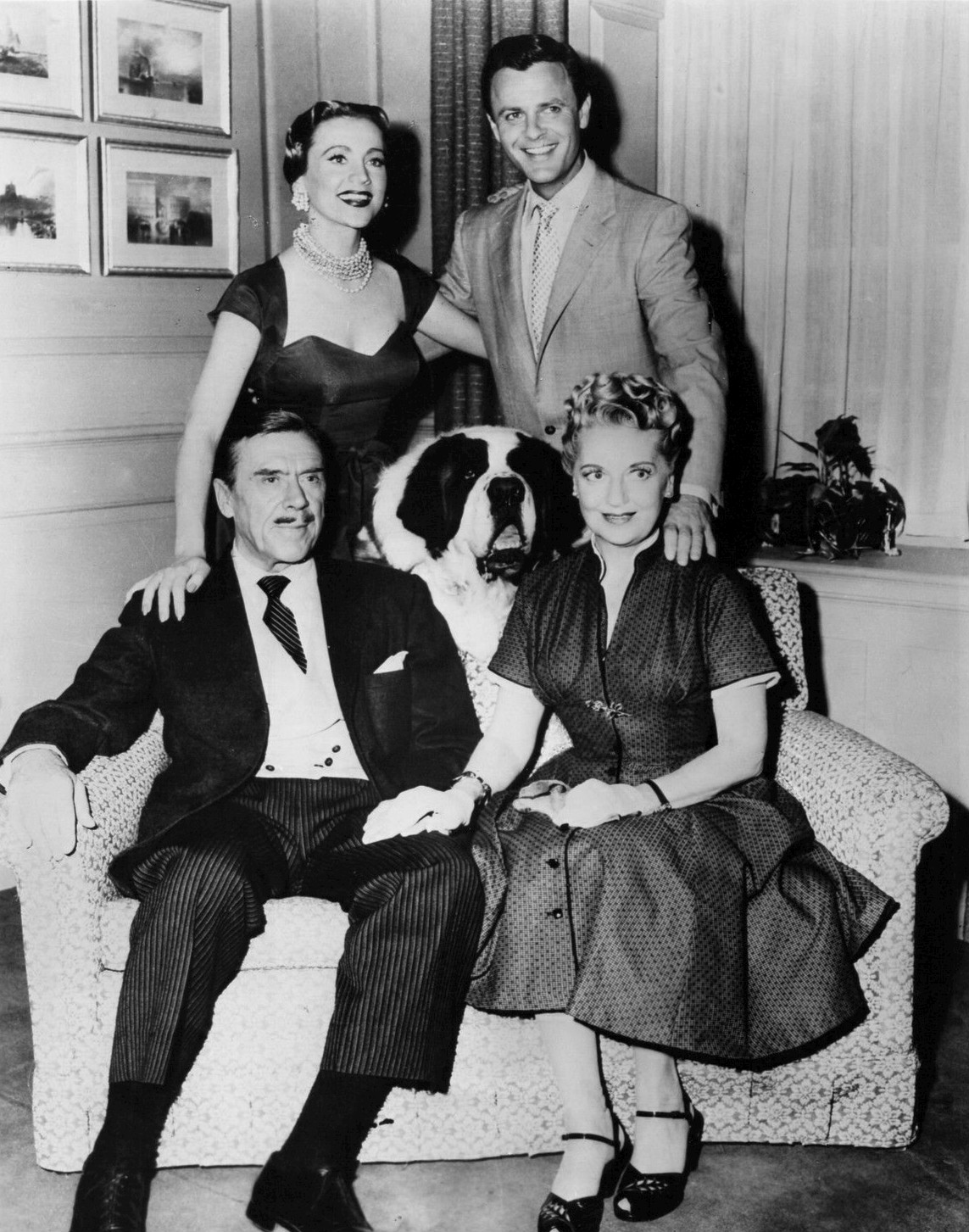
Исполнители главных ролей в телесериале «Топпер» (1953). Слева направо стоят: Энн Джеффрис, Роберт Стерлин, сидят Лео Г. Кэрролл, Ли Патрик

Патрик впервые появилась на телевидении в 1948 году, сыграв вплоть до 1965 года в 127 эпизодах 33 различных телесериалов. Она, в частности, снялась в эпизодах таких сериалов, как «Общественный обвинитель» (1948), «Отряд по борьбе с рэкетом» (1951), «Мистер и миссис Норт» (1953), «Шоу Эбботта и Костелло» (1953), «Кингс-роу» (1955), «Цирковой мальчик» (1957), «Опознание» (1957), «Тонкий человек» (1958), «Караван повозок» (1959), «Гавайский детектив» (1959), «Представитель закона» (1959—1960), «Неприкасаемые» (1960), «Сансет-Стрип, 77» (1961), «Приключения в раю» (1961), «Стрелок» (1962), «Семья Маккой» (1963), «Дочь фермера» (1964), «Шоу Донны Рид» (1965) и «Хэйзел» (1965).
Первую постоянную роль в телесериале Патрик сыграла в ситкоме «Леди-босс» (1952, 11 эпизодов) с Линн Бари в заглавной роли.
Свою наиболее известную телероль Патрик сыграла в фэнтези-комедии «Топпер» (1953—1955, 66 эпизодов). В этом сериале она предстала в образе наивной и взбалмошной хозяйки дома и жены банкира (Лео Г. Кэрролл), которая не подозревает, что её муж регулярно общается с обитающими в доме привидениями (их сыграли Роберт Стерлинг и Энн Джеффрис).
Два года спустя у Патрик была регулярная роль в ситкоме «Мистер Адам и Ева» (1957) о жизни семейной пары известных киноактёров (их сыграли Айда Лупино и Говард Дафф), В пяти эпизодах этого сериала Патрик сыграла мать героини Лупино.

## Актёрское амплуа и оценка творчества
Блондинка невысокого роста (161 см), Ли Патрик была характерной актрисой с очень широким актёрским диапазоном. Как отмечено в некрологе актрисы, опубликованном агентством UPI, «Патрик почти полвека играла как упрямых, так и легкомысленных блондинок». В «Нью-Йорк Таймс» также говорится, что «она появлялась во многих фильмах — обычно играя твёрдую и жёсткую блондинку». В начале карьеры ей преимущественно давали крутые и суровые роли. По словам историка кино Гэри Брамбурга, «на Warner Bros. Патрик, казалось, играла всех с язвительной, циничной остротой — от медсестер до шлюх». По собственным словам Патрик, она «сыграла их всех — старшую сестру, светскую даму, проститутку, острячку, посудомойку, заключенную, пациентку психушки и даже певицу и танцовщицу». По словам историка кино Хэла Эриксона, в 1950-е годы Патрик переключилась с крутых ролей на роли матрон. Как отмечает Брамбург, "очень разносторонняя характерная актриса, Патрик могла легко сыграть жестокую, злопамятную и непримиримую уголовницу, как она это сделала в суровой женской тюремной драме «В клетке» (1950), так и кроткую, щебечущую жену, примером которой является её высокомерная светская дама Дорис Апсон в комедии «Тётушка Мэйм» (1958).
По мнению большинства кинокритиков, более всего Патрик запомнилась по роли Эффи Перрин, преданной и остроумной секретарши частного детектива Сэма Спейда (в исполнении Хамфри Богарта) в фильме нуар «Мальтийский сокол» (1941), а также по роли взбалмошной жены банкира в телевизионном ситкоме «Топпер» (1953—1955).
Патрик снялась в пяти фильмах, которые были отобраны Библиотекой Конгресса для Национального реестра фильмов как имеющие «культурное, историческое или эстетическое значение» — «Мальтийский сокол» (1941), «Вперед, путешественник» (1942), «Милдред Пирс» (1945), «Головокружение» (1958) и «Телефон пополам» (1959). Кроме того, по мнению «Нью-Йорк Таймс», к числу лучших фильмов Патрик относятся «Сёстры» (1938), «Завоевать город» (1940), «Миссис Паркингтон» (1944), «Змеиная яма» (1948), «Тётушка Мэйм» (1958), «7 лиц доктора Лао» (1964) и «Новые интерны» (1964).

## Личная жизнь
В 1937 году Патрик вышла замуж за журналиста и писателя Х. Томаса «Тома» Вуда (англ. H. Thomas «Tom» Wood), автора книги «Яркая сторона Билли Уайлдера» (англ. The Bright Side of Billy Wilder), с которым прожила до своей смерти в 1982 году. У супругов не было детей.

## Смерть
В последние годы жизни Патрик страдала от проблем с сердцем. В ноябре 1982 года Патрик вместе с мужем отправилась в Нью-Йорк, чтобы отпраздновать свой 81-й день рождения и принять участие в телепрограмме ABC «Доброе утро, Америка», посвященной сериалу «Топпер», в котором она снималась в роли Генриетты Топпер в 1953—1956 годах. Через несколько дней после возвращения из поездки 25 ноября 1982 года Ли Патрик умерла в своём доме в Лагуна-Хиллз, Калифорния, от коронарной окклюзии. Ей был 81 год.

## Фильмография
| Год         |     | Русское название                  | Оригинальное название                  | Роль                                        |
| ----------- | --- | --------------------------------- | -------------------------------------- | ------------------------------------------- |
| 1929        | ф   | Странный груз                     | Strange Cargo                          | Диана Фостер                                |
| 1937        | ф   | Приграничное кафе                 | Border Cafe                            | Элли                                        |
| 1937        | ф   | Опасный патруль                   | Danger Patrol                          | Нэнси Донован                               |
| 1937        | ф   | Музыка для мадам                  | Music for Madame                       | Нора Бёрнс                                  |
| 1938        | ф   | Приговорённые женщины             | Condemned Women                        | Анна «Большая Энни» Барри                   |
| 1938        | ф   | Крах Голливуда                    | Crashing Hollywood                     | Голди Тиббетс                               |
| 1938        | ф   | Законы преступного мира           | Law of the Underworld                  | Дороти Палмер                               |
| 1938        | ф   | Ночная точка                      | Night Spot                             | Фло Брэдли                                  |
| 1938        | ф   | Сёстры                            | The Sisters                            | Флора Гиббон                                |
| 1938        | ф   | Рыбацкая пристань                 | Fisherman's Wharf                      | Стелла                                      |
| 1938        | ф   | Выходной вечер служанки           | Maid's Night Out                       | клиентка (в титрах не указана)              |
| 1939        | ф   | Невидимые полосы                  | Invisible Stripes                      | Молли                                       |
| 1940        | ф   | Завоевать город                   | City for Conquest                      | Глэдис                                      |
| 1940        | ф   | Папа - принц                      | Father Is a Prince                     | Тесс Хэйли                                  |
| 1940        | ф   | Леди должны жить                  | Ladies Must Live                       | Мэри Ларраби                                |
| 1940        | ф   | Деньги и женщина                  | Money and the Woman                    | мисс Марта Чёрч                             |
| 1940        | ф   | Дети субботы                      | Saturday's Children                    | Флорри Сэндс                                |
| 1940        | ф   | К югу от Суэца                    | South of Suez                          | Делия Снедекер                              |
| 1941        | ф   | Опасно они живут                  | Dangerously They Live                  | медсестра Джонсон                           |
| 1941        | ф   | Шаги в темноте                    | Footsteps in the Dark                  | Блонди Уайт                                 |
| 1941        | ф   | Медовый месяц на троих            | Honeymoon for Three                    | миссис Петтиджон                            |
| 1941        | ф   | Поцелуи на завтрак                | Kisses for Breakfast                   | Бетти Трент                                 |
| 1941        | ф   | Мальтийский сокол                 | The Maltese Falcon                     | Эффи Перин                                  |
| 1941        | ф   | Девушка на миллион долларов       | Million Dollar Baby                    | Джози Ля Ру                                 |
| 1941        | ф   | Тайна медсестры                   | The Nurse's Secret                     | Рут Адамс                                   |
| 1941        | ф   | Улыбающееся приведение            | The Smiling Ghost                      | Роуз Фейпчайлд                              |
| 1942        | ф   | Джордж Вашингтон спал здесь       | George Washington Slept Here           | Рена Лесли                                  |
| 1942        | ф   | В этом наша жизнь                 | In This Our Life                       | Ьетти Уитмот                                |
| 1942        | ф   | Вперёд, путешественник            | Now, Voyager                           | Деб Макинтайр                               |
| 1942        | ф   | Где-нибудь я найду тебя           | Somewhere I'll Find You                | Ив «Айви» Мэннинг                           |
| 1942        | ф   | Незабываемая ночь                 | A Night to Remember                    | Полли Фрэнклин                              |
| 1943        | ф   | Жучки                             | Jitterbugs                             | Доркас                                      |
| 1943        | ф   | Воровство с музыкой               | Larceny with Music                     | Агата Паркинсон                             |
| 1943        | ф   | Ничья любимая                     | Nobody's Darling                       | мисс Пеннингтон                             |
| 1944        | ф   | Лица в тумане                     | Faces in the Fog                       | Кора Эллиотт                                |
| 1944        | ф   | Выбор игрока                      | Gambler's Choice                       | Фэй Лоуренс                                 |
| 1944        | ф   | Луна над Лас-Вегасом              | Moon Over Las Vegas                    | миссис Блейк                                |
| 1944        | ф   | Мисс Паркингтон                   | Mrs. Parkington                        | Мадлен                                      |
| 1945        | ф   | Держите порох сухим               | Keep Your Powder Dry                   | Глэдис Хопкинс                              |
| 1945        | ф   | Милдред Пирс                      | Mildred Pierce                         | Мэгги Бидерхоф                              |
| 1945        | ф   | Более 21                          | Over 21                                | миссис Фоули                                |
| 1945        | ф   | Он мой адвокат                    | See My Lawyer                          | Сэлли Эванс                                 |
| 1946        | ф   | Странное путешествие              | Strange Journey                        | миссис Лэтроп                               |
| 1946        | ф   | Просыпайся и мечтай               | Wake Up and Dream                      | Блондинка                                   |
| 1946        | ф   | Стены обрушились                  | The Walls Came Tumbling Down           | Сьюзен                                      |
| 1947        | ф   | Мама была в трико                 | Mother Wore Tights                     | Лил                                         |
| 1948        | ф   | Тайники души                      | Inner Sanctum                          | Рут Беннетт                                 |
| 1948        | ф   | Поющие шпоры                      | Singin' Spurs                          | Кларисса Блумсбери                          |
| 1948        | ф   | Змеиная яма                       | The Snake Pit                          | пацинтка психиатрической клиники            |
| 1948        | ф   | Блюз большой сестры               | Big Sister Blues                       | Карен Сондерс                               |
| 1948        | с   | Общественный обвинитель           | Public Prosecutor                      | миссис Фаррелл (1 эпизод)                   |
| 1949        | ф   | Дулинсы из Оклахомы               | The Doolins of Oklahoma                | Мелисса Прайс                               |
| 1949        | кор | Эй вы там                         | Hello Out There                        | жена                                        |
| 1949        | с   | Время вашего сеанса               | Your Show Time                         | (1 эпизод)                                  |
| 1950        | ф   | В клетке                          | Caged                                  | Эльвира Пауэлл                              |
| 1950        | ф   | Девушка с «Фуллер Браш»           | The Fuller Brush Girl                  | Клэр Симпсон                                |
| 1950        | ф   | Разделительная линия              | The Lawless                            | Джэн Доусон                                 |
| 1951        | ф   | Завтра будет новый день           | Tomorrow Is Another Day                | Джанет Хиггинс                              |
| 1951        | с   | Отряд                             | Racket Squad                           | Вирджиния Лэнгли (1 эпизод)                 |
| 1952        | с   | Леди-босс                         | Boss Lady                              | Эгги(12 эпизодов)                           |
| 1953        | тф  | Хребет Америки                    | The Backbone of America                | Этель                                       |
| 1953        | ф   | Возьми меня в город               | Take Me to Town                        | Роуз                                        |
| 1953        | с   | Я женился на Джоан                | I Married Joan                         | разные роли (3 эпизода)                     |
| 1953        | с   | Шоу Эбботта и Костелло            | The Abbott and Costello Show           | покупательница в лавке зеленщика (1 эпизод) |
| 1953        | с   | Мистер и миссис Норт              | Mr. & Mrs. North                       | разные роли (2 эпизода)                     |
| 1953        | с   | Театр «Дженерал Электрик»         | General Electric Theater               | (1 эпизод)                                  |
| 1953        | с   | Марк Сейбер                       | Mark Saber                             | миссис Гонт(1 эпизод)                       |
| 1953— 1955  | с   | Топпер                            | Topper                                 | Генриетта Топпер (66 эпизодов)              |
| 1954        | ф   | Нет лучше бизнеса, чем шоу-бизнес | There's No Business Like Show Business | Мардж                                       |
| 1955        | с   | Кинг-роу                          | Kings Row                              | миссис Джонсон (1 эпизод)                   |
| 1957        | с   | Опознание                         | The Lineup                             | Джулия Уайет (1 эпизод)                     |
| 1957        | с   | Час «XX века Фокс»                | The 20th Century-Fox Hour              | Эмми Уэйси (1 эпизод)                       |
| 1957        | с   | Дневной спектакль                 | Matinee Theatre                        | (1 эпизод)                                  |
| 1957        | с   | Мистер Адамс и Ив                 | Mr. Adams and Eve                      | Конни (5 эпизодов)                          |
| 1957        | с   | Эти девушки Уайтинг               | Those Whiting Girls                    | Долли (1 эпизод)                            |
| 1957        | с   | Цирковой мальчик                  | Circus Boy                             | Минерва Мёрдок (1 эпизод)                   |
| 1957        | с   | Приключения Хирама Холлидея       | The Adventures of Hiram Holliday       | миссис Примроуз (1 эпизод)                  |
| 1958        | ф   | Тетушка Мэйм                      | Auntie Mame                            | Дорис Апсон                                 |
| 1958        | ф   | Головокружение                    | Vertigo                                | автовладелица, ошибочно принятая за Мадлен  |
| 1958        | тф  | Жанна из Арканзаса                | Joan of Arkansas                       | миссис Патнэм                               |
| 1958        | с   | Тонкий человек                    | The Thin Man                           | Ева Кларк (1 эпизод)                        |
| 1958        | с   | Первая студия                     | Studio One                             | (1 эпизод)                                  |
| 1959        | ф   | Телефон пополам                   | Pillow Talk                            | миссис Уолтерс                              |
| 1959        | с   | Караван повозок                   | Wagon Train                            | миссис Эллиотт Свинборн Стил (1 эпизод)     |
| 1959        | с   | Гавайский детектив                | Hawaiian Eye                           | Перл Блейк (1 эпизод)                       |
| 1959 — 1960 | с   | Представитель закона              | Lawman                                 | разные роли (2 эпизода)                     |
| 1960        | ф   | Визит на маленькую планету        | Visit to a Small Planet                | Риба Спелдинг                               |
| 1960        | с   | Шоу Денниса О'Кифа                | The Dennis O'Keefe Show                | тётя Милли (1 эпизод)                       |
| 1960        | с   | Неприкасаемые                     | The Untouchables                       | Лила Долан (1 эпизод)                       |
| 1960        | с   | Детективное шоу «Чеви»            | The Chevy Mystery Show                 | миссис Эндикотт (1 эпизод)                  |
| 1961        | ф   | Лето и дым                        | Summer and Smoke                       | миссис Юэлл                                 |
| 1961        | ф   | Любите ли вы Брамса?              | Goodbye Again                          | мадам Флёри (в титрах не указана)           |
| 1961        | с   | Харриган и сын                    | Harrigan and Son                       | Элис Финли (1 эпизод)                       |
| 1961        | с   | Шоу Элвина                        | The Alvin Show                         | разные персонажи (озвучивание)              |
| 1961        | с   | Семья Маккой                      | The Real McCoys                        | разные роли (2 эпизода)                     |
| 1961        | с   | Сансет-Стрип, 77                  | 77 Sunset Strip                        | Нона Рамсон (1 эпизод)                      |
| 1962        | ф   | Девушка по имени Тамико           | A Girl Named Tamiko                    | Мэри Хэттен                                 |
| 1962        | с   | Стрелок                           | The Rifleman                           | Лиота Кэрроуэй (1 эпизод)                   |
| 1962        | с   | Приключения в раю                 | Adventures in Paradise                 | Миллисента (1 эпизод)                       |
| 1962        | с   | Следуй за солнцем                 | Follow the Sun                         | разные роли (2 эпизода)                     |
| 1963        | ф   | Жёны и любовницы                  | Wives and Lovers                       | миссис Свонсон                              |
| 1964        | ф   | 7 лиц доктора Лао                 | 7 Faces of Dr. Lao                     | миссис Говард Кэссин                        |
| 1964        | ф   | Новые интерны                     | The New Interns                        | миссис Хитчкок                              |
| 1964        | с   | Дочь фермера                      | The Farmer's Daughter                  | Джеральдин Эддисон (1 эпизод)               |
| 1964        | с   | Летний театр                      | Summer Playhouse                       | мисс Бёрч (1 эпизод)                        |
| 1965        | с   | Шоу Донны Рид                     | The Donna Reed Show                    | Мод Бейкер (1 эпизод)                       |
| 1965        | с   | Хэзел                             | Hazel                                  | разные роли (2 эпизода)                     |
| 1975        | ф   | Черная птица                      | The Black Bird                         | Эффи                                        |